# Khalkédóni zsinat

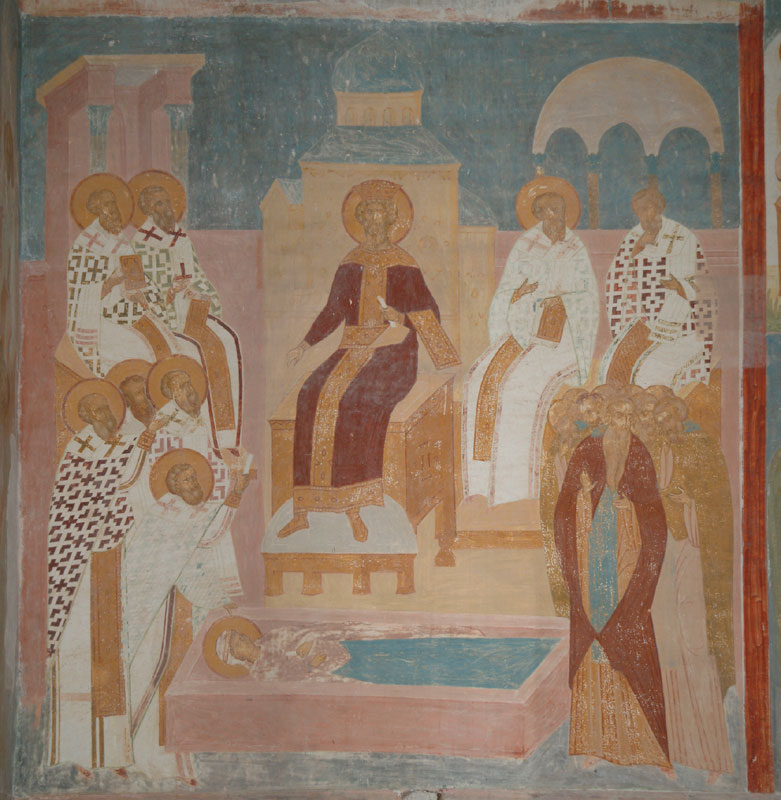
Khalkédóni zsinat

A khalkédoni (khalkedóni, kalkedoni, kalcedoni, chalcedoni) zsinat a kereszténység negyedik egyetemes zsinata, amelyet 451. október 8. és november 1-je között tartottak Khalkédónban, a kis-ázsiai Bithünia egyik városában (ma a Boszporusz ázsiai oldalán lévő Kadıköy kerület, amely egyesült Isztambullal).
I. Leó pápa kérésére a monofizitizmus elítélésére hívta össze 451. május 17-én Marcianus császár. Helyéül először Nikaiát jelölte ki, majd inkább a főváros közelében lévő Khalkédónt választotta. A zsinati tanácskozás helye Szent Eufémia vértanú-szűz temploma volt. A hagyomány szerint 600, más források szerint 630 jelenlévő vett rajta részt; amely létszám a püspökként meghívott és a nem püspökként delegáltak együttes száma. Az első vatikáni zsinatig mindenképpen ez volt a legnépesebb. Elnökségét 5 pápai legátus, irányítását 6 császári biztos látta el.
A megnyitó ülésen 451. október 8-án mindjárt számon kérték az alexandriai Dioszkoroszt az úgynevezett „rablózsinatért”. A második ülésen felolvasták a nikaiai hitvallást és Leó pápa levelét a hüposztatikus egységről (Leó „Tomus”-a). Az atyák „Ez a szentatyák és az apostolok hite. Mi is ezt hisszük. Leó által Péter szólt!” felkiáltással egyhangúlag elfogadták a pápa tanítását. Október 13-án a harmadik ülésen elítélték és megfosztották hivatalától Dioszkoroszt, és bár a pápai legátusok nem akartak új hitvallást, 23 püspök október 22-én mégis benyújtott egy új formulát, amit az atyák egyhangúlag elfogadtak.
Október 31-én a hatodik ülésen Markianosz császár és Pulcheria császárnő is jelen volt. A császár kérésére a zsinat 28 fegyelmi kánont fogalmazott meg.
A 28. meghatározta a konstantinápolyi pátriárka székének rangját: joghatósága egyenrangú Rómáéval, rangban a második helyen áll Jeruzsálem, Alexandria és Antiochia előtt — ezzel az első konstantinápolyi zsinat 3. kánonját akarták megújítani. A záróülésen a pápa legátusai e 28. kánon ellen kifejezetten, de hiába tiltakoztak. I. Leó pápa a zsinati határozatokat megerősítő leveleiben ezt a kánont nem hagyta jóvá, a nikaiai zsinat 6. kánonjára hivatkozva hagyományellenesnek nevezte, és egy pápai rendelettel törölte a zsinat kánonjaiból. Konstantinápoly püspöke, Anatoliosz ezután bocsánatkérő levelet írt Leó pápának az újító kísérlet miatt.